# Naginata
La naginata (薙刀) fait partie de la famille des nihonto, proche du fauchard à lame courbe, pouvant dépasser les deux mètres cinquante en longueur. Cette arme, particulièrement appréciée par les moines guerriers bouddhistes et les ashigaru, était utilisée autrefois sur les champs de bataille pour couper les jarrets des chevaux. C'était une arme également efficace dans le combat à mi-distance contre un guerrier à pied.
Les armes à feu allaient peu à peu la rendre obsolète après 1542, tout comme le sabre, mais les écoles restèrent. Cette arme, efficace à moyenne distance, équipait presque tous les foyers (nobles ou guerriers) et devint, vers le XVIIe siècle, l'art martial de prédilection des filles de nobles ou de samouraïs. Le nakago allongé est inséré dans le manche. 

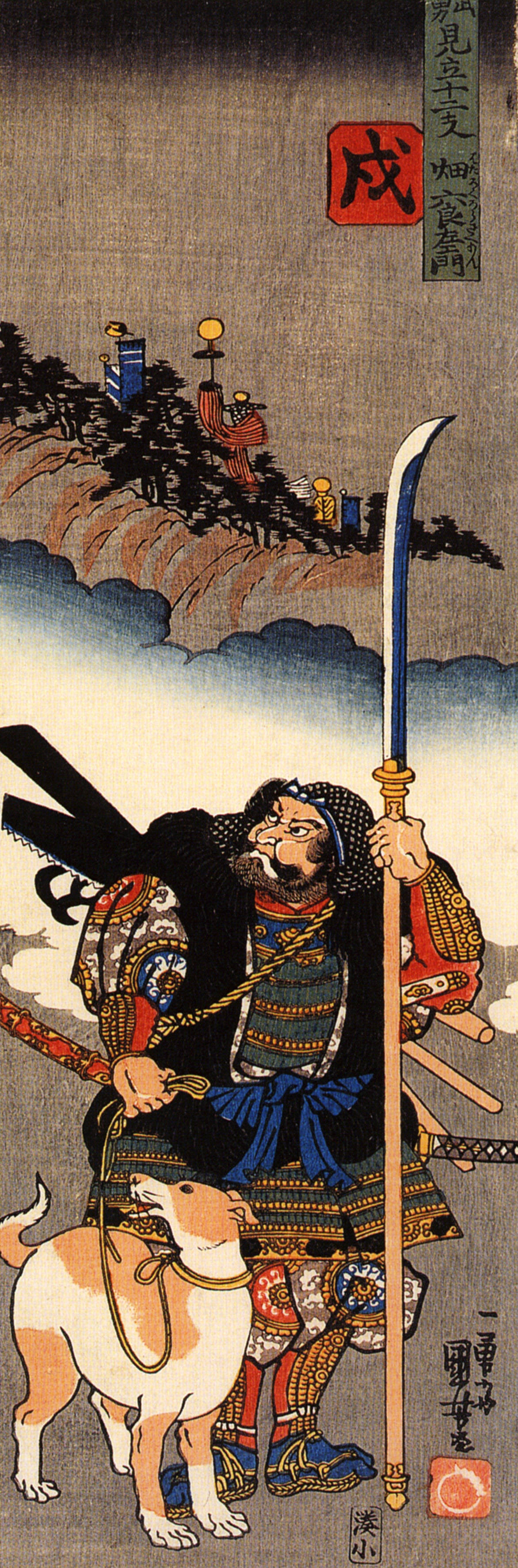
Un samouraï avec une naginata.

## Description
Une naginata est constituée d'un manche en bois ou en métal et d'une lame courbe  similaire au guan dao chinois. Comme pour le katana, la naginata est souvent pourvue d'une garde (tsuba) entre le manche et la lame. La lame, mesurant entre 30 et 60 cm, est forgée avec des pratiques identiques à celles du nihonto. La lame insérée dans le manche est sécurisée par un morceau de bois appelé mekugi.
Le manche est de forme ovale et sa mesure varie entre 120 cm et 240 cm. Parfois, la partie haute du manche (tachiuchi ) peut être renforcée par des anneaux de métal appelés semegane. L'extrémité du manche est pourvue d'une lourde masse de métal appelé ishizuki ou hirumaki
Hors affrontement, la lame est protégée par un étui en bois.

## Historique

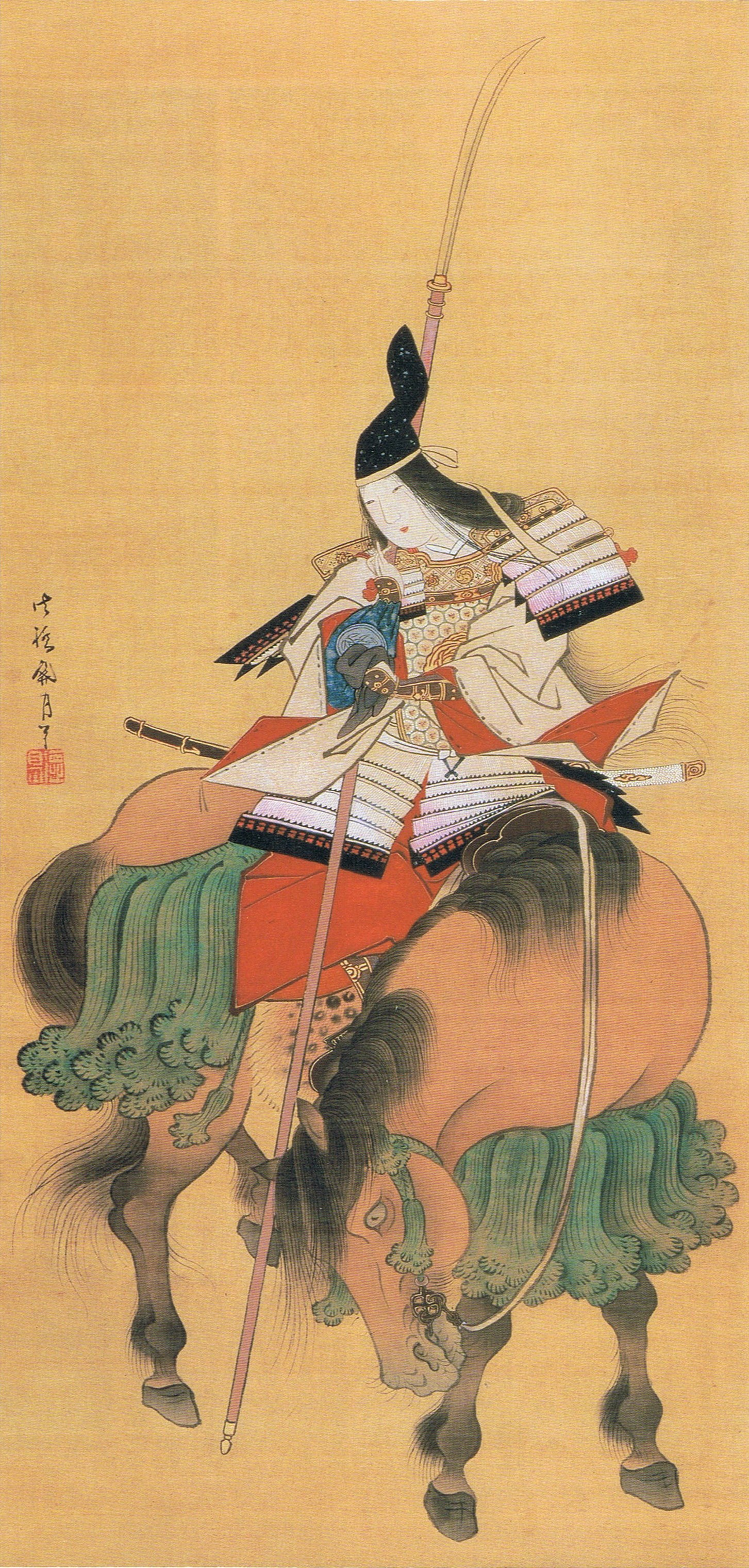
Représentation de Tomoe Gozen sur son destrier, et tenant sa naginata (arme d'hast féminine par tradition).

L'apparition de la naginata remonte aux troubles de l'ère Tengyō (938-947).
Plus longue que l’épée, la naginata présentait pour le combattant l'avantage de pouvoir s'engager dans la bataille tout en gardant une certaine distance par rapport aux ennemis. La naginata s'apparente à un sabre dont on aurait allongé le manche. Les signes japonais qui le désignaient pouvaient être traduits par « long sabre ».
Plus tard (lors de la période Nanboku-chō, 1336-1392), des épées de grande longueur furent utilisées et, pour les distinguer de ces longs sabres, les kanjis furent changés de « long sabre » en « sabre de fauchage », en référence à son utilisation. La naginata était l'arme la plus utilisée par les moines-guerriers (tels que les sōhei, les yamabushi ou les Ikkō-ikki).
Au cours du temps, la lame devint plus grande et plus courbe et une tsuba (garde) fut rajoutée (période Sengoku, 1477-1573).
La naginata cessa d'être utilisée comme arme de bataille lors de l'introduction des armes à feu mais continua à être employée par les médecins et les femmes de samouraïs, raison pour laquelle la longueur de la naginata fut considérablement réduite lors de la période Edo (1600-1868). Le manche de la naginata, orné et décoré, devient un article essentiel dans la dot.
À partir de l'ère Meiji (1868-1912), l’art de la naginata a été employé dans les écoles comme manière de développer le bien-être spirituel et physique des filles, alors que les garçons faisaient du kendo dans le même but. Cet art est encore pratiqué aujourd'hui et en plein essor.
Les anciennes techniques sont aujourd'hui étudiées au sein des koryū (écoles traditionnelles anciennes).
Le Tendō-ryū, une ancienne école, comporte une centaine de katas utilisant la naginata et est toujours pratiqué de nos jours.
Aujourd'hui, la naginata moderne (atarashii naginata), codifiée après la Seconde Guerre mondiale, est la forme la plus répandue et la plus pratiquée, mais certains forgerons fabriquent encore des naginata traditionnelles de nos jours.

## Types denaginata
On distingue :
- kozori : il est composé d'une lame très courbée ;
- hirumaki : il possède une lame proche des katana et est pourvu d'une garde protégeant la main ;
- bisen tō : il comporte une lame courte et épaisse. Les ninjas et les paysans l’utilisaient parfois comme fauchard.

La plupart des naginata sont extrêmement courbées et ne possèdent pas de yokote (arête perpendiculaire au tranchant délimitant la pointe).
Certains modèles étaient équipés au bas du manche d'une pointe en acier pour transpercer les armures.
Le hirumaki était plus rare à l'époque[Quand ?], mais aujourd'hui, c'est le bisen tō qui est plus difficile à trouver car le naginatajutsu ne permet pas de le maitriser seul[pas clair].

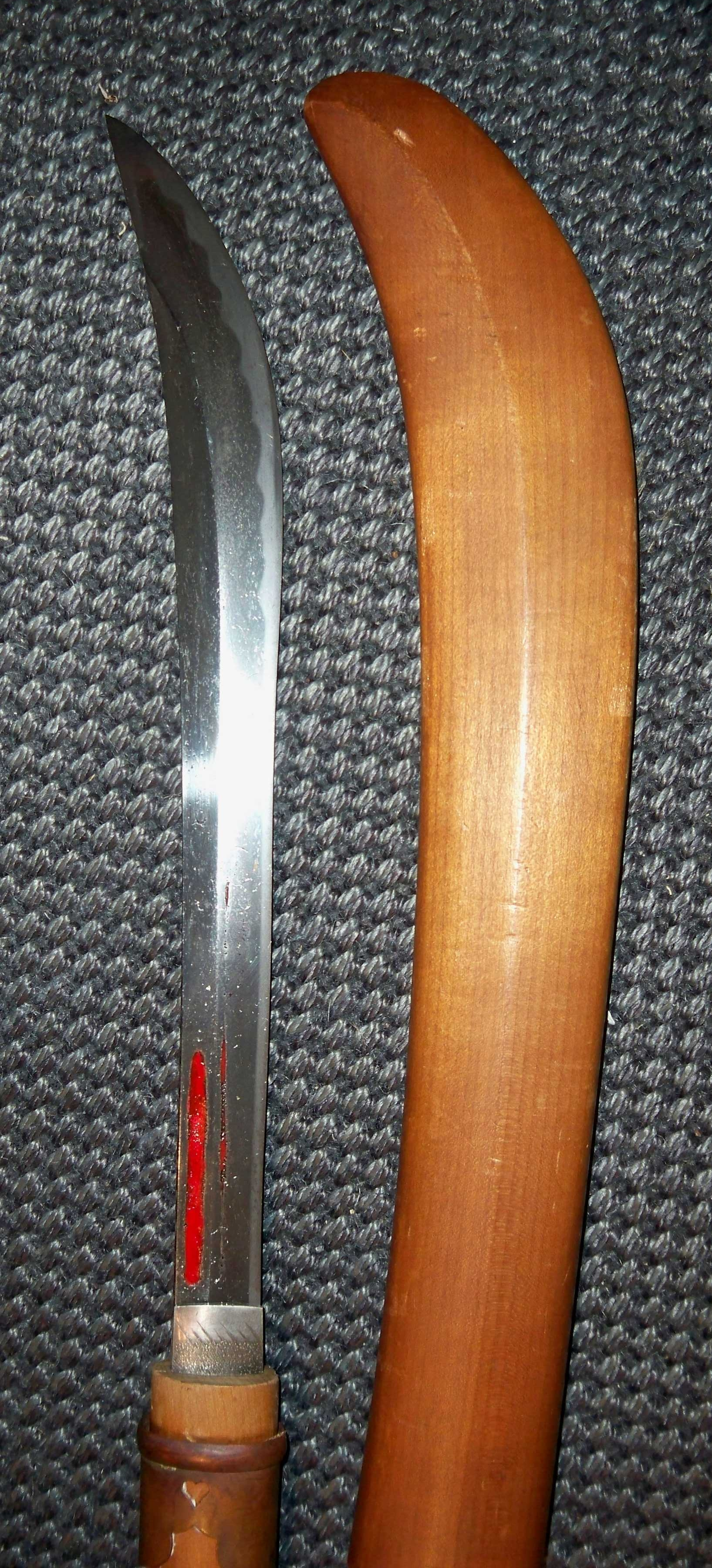
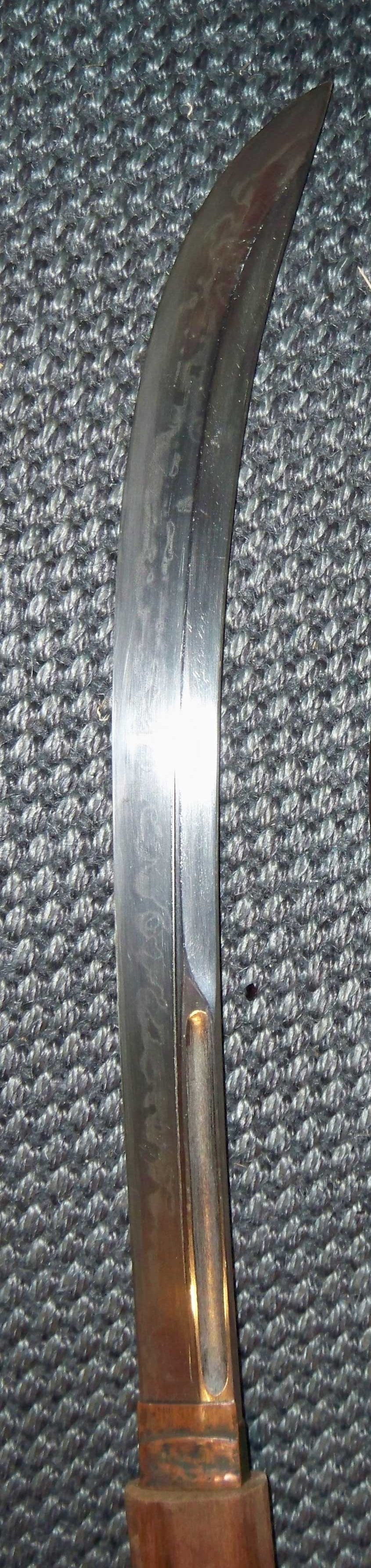
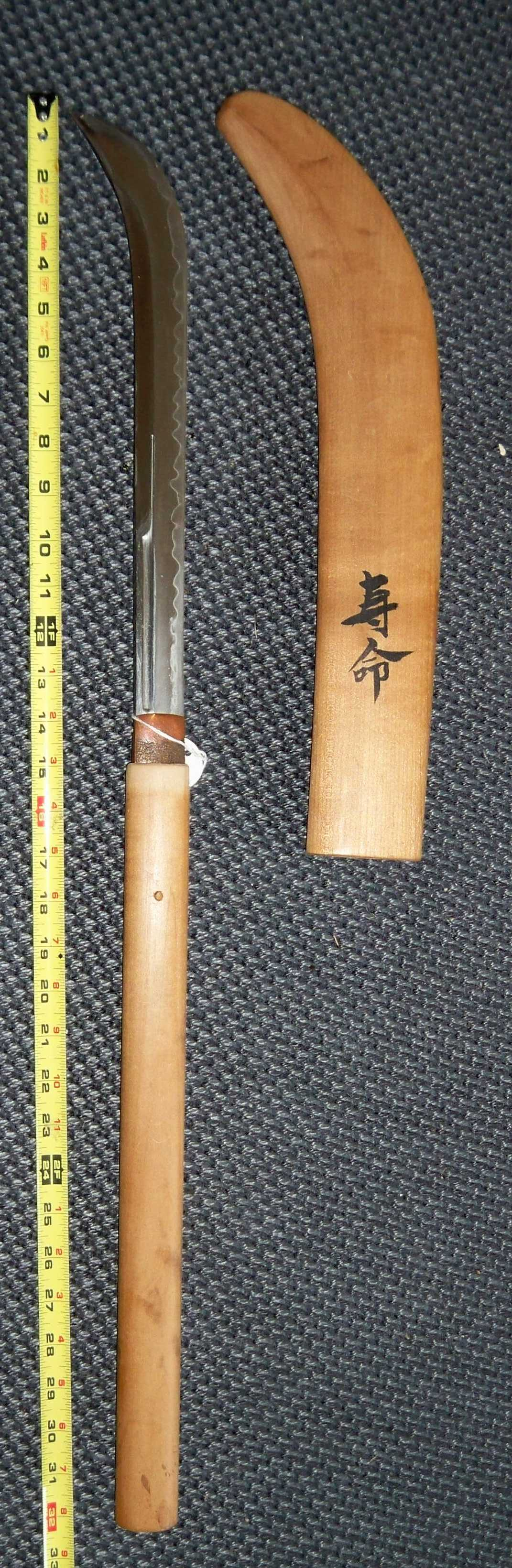
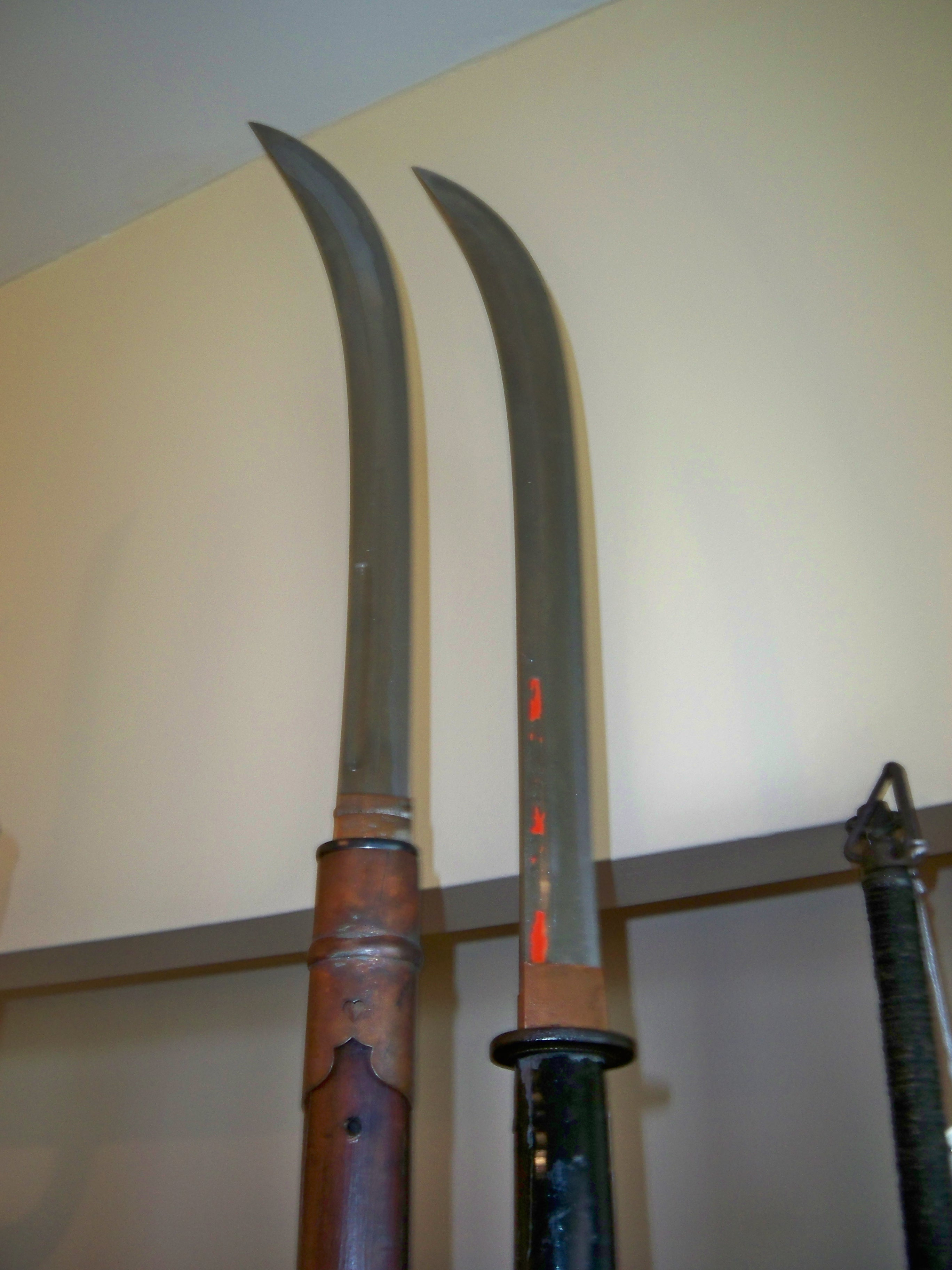

## L'art martial associé à lanaginata
Le naginatajutsu (なぎなた術 / 長刀術 / 薙刀術) est un art martial japonais. On y étudie le maniement de la naginata, mais la plupart des étudiants actuels du naginatajutsu en apprennent une forme modernisée appelée simplement le naginata ou atarashii naginata.
Dans l'histoire du Japon, le maniement de la naginata a été associé aux femmes et de nos jours au Japon, le naginatajutsu est davantage pratiqué par des femmes que par des hommes. Le naginata est pratiqué de nos jours par environ 40 000 personnes au Japon. En France, il existe quelques clubs de naginata.

Outre le naginatajutsu, il existe une pratique plus moderne de la naginata, proche du kendo. La lame en acier a été remplacée par une lame flexible en bambou. On parle de « naginata moderne » (新しい薙刀, atarashii naginata, « naginata nouvelle » en japonais). Les techniques de cette forme moderne de naginata ont été codifiées après la Seconde Guerre mondiale.

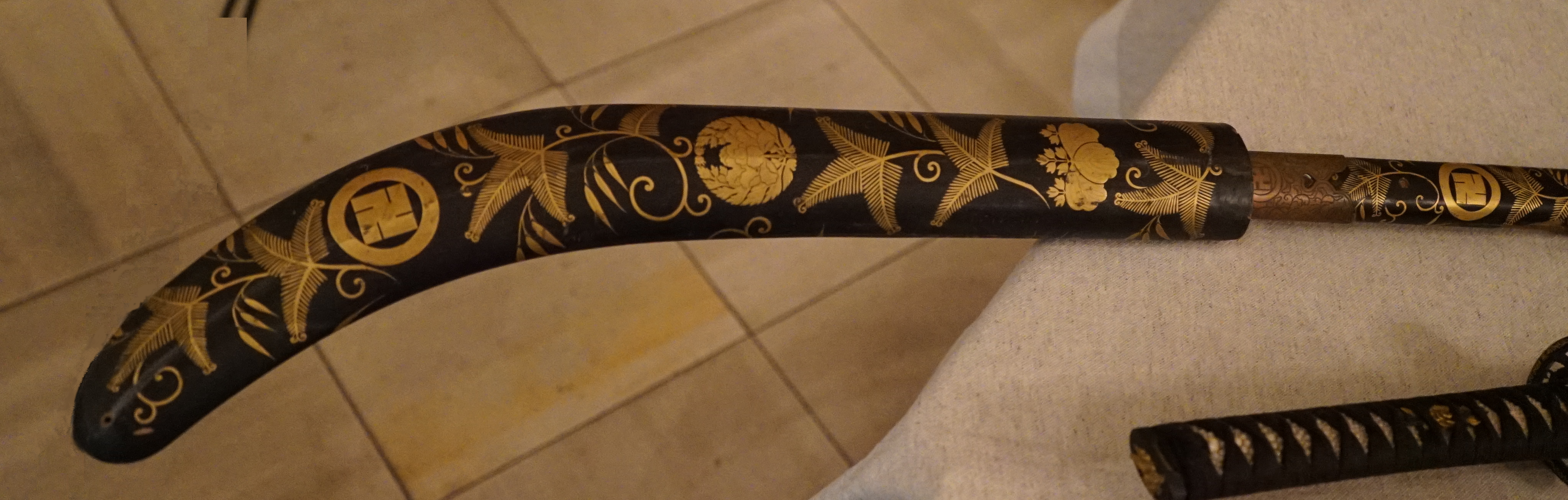
Naginata du XVIIIe siècle avec son fourreau de protection laqué.